# Allochernes aetnaeus
Allochernes aetnaeus es una especie de arácnido  del orden Pseudoscorpionida de la familia Chernetidae.

## Distribución geográfica
Se encuentra en Italia.